# El Periódico (Barcelona)

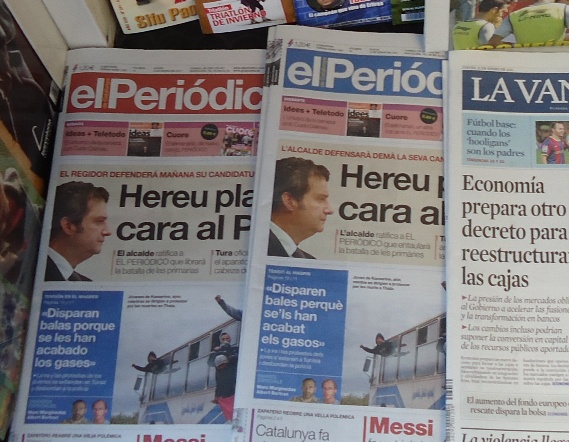
De twee edities van El Periódico in een krantenkiosk

El Periódico (Nederlands: De krant), vroeger El Periódico de Catalunya, is een Spaans ochtendblad dat uitgegeven wordt in de stad Barcelona. De krant werd opgericht in 1978, na de introductie van de democratie in Spanje, en is van centrumlinkse signatuur. El Periódico verschijnt zowel in het Spaans als het Catalaans, en is, na La Vanguardia, de meest gelezen krant van Catalonië. In heel Spanje is de krant vijfde naar oplage. Het dagblad is eigendom van Prensa Ibérica.

## Geschiedenis
Op 26 oktober 1978 kwam onder leiding van Antonio Asensio Pizarro het eerste exemplaar van El Periódico uit, met de bedoeling een spreekbuis te geven aan het meer linksgeoriënteerde deel van de Catalaanse samenleving. Op dat moment, kort na het einde van het regime van Franco, had Catalonië alleen nog het wat rechtsere La Vanguardia. In de begintijd was de redactie gevestigd aan de Carrer Roger de Llúria, later verhuisde ze naar Carrer Consell de Cent, in het midden van de Barcelonese wijk Eixample.
In de jaren 80 veranderde de krant drastisch van aanzien, naar het voorbeeld van USA Today, een krant die de Amerikaanse markt totaal ondersteboven had weten te zetten. El Periódico kreeg een veel grafischer opzet.

## Inhoud
El Periódico de Catalunya verschijnt zowel in het Catalaans als het Spaans. De Catalaanse editie bestaat sinds de jaren 90 en heeft een blauwe titelbalk, de Spaanstalige editie heeft een rode titelbalk. Afgezien van het feit dat de taal in beide edities verschillend is, bevatten zij verder dezelfde informatie. Hoewel El Periódico geen banden heeft met politieke partijen, staat ze ideologisch dicht bij de PSC, de Catalaanse sociaaldemocratische partij. Ze karakteriseert zich door catalanistisch maar niet nationalistisch te zijn.
Het is het populairste dagblad in de Catalaanse werkende klasse. Naast de ideologische verwantschap met de sociaaldemocratie heeft dit ook te maken met de reputatie 'makkelijk leesbaar' te zijn. Naar het voorbeeld van USA Today heeft de krant een zeer grafische opmaak, met veel plaats voor foto's en diagrammen. Ook is de tekstopmaak vrij luchtig, door het gebruik van grote koppen en tussenkopjes. Verder is er in de krant meer ruimte voor nieuws over de stad Barcelona en sportnieuws dan in andere Catalaanse kranten, onderwerpen die de werkende klasse meer aanspreken.

## Bereik
De laatste jaren heeft de krant zich uitgebreid naar andere gedeeltes van Spanje. Zo verschijnen tegenwoordig ook El Periódico de Aragón, El Periódico Extremadura, El Periódico Mediterráneo en El Periòdic de Andorra. Deze hebben alle dezelfde vormgeving als El Periódico de Catalunya en bevatten bovendien in de meeste rubrieken dezelfde artikels. Alleen de artikelen en opiniestukken over lokale aangelegenheden verschillen.

### Oplage
De Spaanstalige en Catalaanstalige editie van El Periódico de Catalunya, en El Periódico de Aragón hadden begin 2010 gezamenlijk een dagelijkse oplage van 174.960. El Periódico del Mediterráneo (die voornamelijk in de provincie Castellón uitkomt) had een oplage van 11.203 en van El Periódico de Extremadura kwamen er dagelijks 8.018 uit.